# Чили на зимних Олимпийских играх 1992
Чили принимала участие в Зимних Олимпийских играх 1992 года в Альбервиле (Франция) в десятый раз за свою историю, но не завоевала ни одной медали.

## Состав сборной
Чили представляли пятеро спортсменов, все — мужчины-горнолыжники. Младшим участником сборной был 20-летний Пауло Опплигер, старшим — 25-летний Алексис Раклос. Знаменосцеем был Пауло Опплигер

### Горнолыжный спорт
Соревнования среди мужчин проходили в Валь д'Изере (все, кроме слалома) и в Ле Менюире (слалом).
Мужчины
| Спортсмен        | Соревнование     | Время          | Место |
| ---------------- | ---------------- | -------------- | ----- |
| Нильс Линнеберг  | скоростной спуск | не финишировал | —     |
| Алексис Раклос   | скоростной спуск | 2:05,61        | 40    |
| Пауло Опплигер   | скоростной спуск | 1:56,30        | 35    |
| Алексис Раклос   | супергигант      | 1:23,26        | 64    |
| Маурисио Ротелла | супергигант      | 1:22,30        | 59    |
| Пауло Опплигер   | супергигант      | 1:16,81        | 32    |

Мужчины — гигантский слалом
| Спортсмен        | 1 спуск, время | 2 спуск, время | Время всего | Место |
| ---------------- | -------------- | -------------- | ----------- | ----- |
| Диего Маргоццини | 1:17,43        | 1:15,89        | 2:33,32     | 55    |
| Алексис Раклос   | 1:16,50        | 1:12,77        | 2:29,27     | 49    |
| Маурисио Ротелла | 1:15,92        | 1:14,52        | 2:30,44     | 51    |

Мужчины — комбинация
Результаты в слаломе и скоростном спуске пересчитывались в очки и суммировались. На следующей Олимпиаде система была изменена и суммировалось время.
| Спортсмен        | Скоростной спуск | Слалом            | Слалом  | Всего             | Всего |
| Спортсмен        | Время            | Время 1           | Время 2 | Очки              | Место |
| ---------------- | ---------------- | ----------------- | ------- | ----------------- | ----- |
| Маурисио Ротелла | 1:54,88          | не финишировал    | —       | не финишировал    | —     |
| Алексис Раклос   | 1:54,02          | 1:03,49           | 1:02,91 | 235,31            | 34    |
| Пауло Опплигер   | 1:47,74          | дисквалифицирован | —       | дисквалифицирован | —     |